# M67
M67 är en motorväg i Storbritannien som går mellan Manchesterförorterna Denton och Hyde. Motorvägen ansluter till ringleden M60 runt Manchester. Den är 8 kilometer lång.